# Juliusz Hupert
Juliusz J. Hupert (ur. 6 maja 1910 w Tarnopolu, zm. 20 lipca 1995) – polski inżynier pracujący podczas II wojny światowej dla Admiralicji Brytyjskiej.

## Życiorys
Ukończył studia na Wydziale Elektrycznym Politechniki Warszawskiej w 1933, a następnie pracował w Państwowych Zakładach Tele- i Radiotechnicznych. W 1938 wynalazł i opatentował nadajnik radiotelegraficzny z generatorem lub wzmacniaczem lampowym zaopatrzonym w lampę manipulacyjną lub w lampę kompensacyjną (patent nr. 26078). W latach 1940–1947 pracował w Wielkiej Brytanii w Admiralty Signal Establishment nad udoskonaleniem łączności radiowej na morzu. Jego najważniejszym wynalazkiem był stabilizator częstotliwości nadajników okrętowych.
W latach 1947–1957 był wykładowcą w DePaul University w Chicago i pełnił funkcje dyrektora naukowego w firmie A.R.F Products Inc. W 1951 uzyskał stopień doktora uzyskał na uniwersytecie amerykańskim w Evanston w stanie Illinois, a tytuł profesora fizyki na uniwersytecie w Chicago w 1959.
Po 1957 pracował jako profesor na wydziale fizycznym De Paul University, prowadząc tam prace badawcze oraz wykłady z elektrofizyki. Był zamiejscowym członkiem czynnym Polskiego Towarzystwa Naukowego na Obczyźnie
Zmarł w wyniku obrażeń spowodowanych upadkiem ze schodów.